# Гай Юлий Виндекс
Гай Юлий Виндекс (на латински: Gaius Julius Vindex), по произход гал от знатен род от провинция Аквитания, е древноримски сенатор (статус, даден му от император Клавдий) управител на Лугдунска Галия.
В края на 67 или началото на 68 г., вдига бунт срещу данъчната политика на Нерон. Според историка Дион Касий, Виндекс „е силен в тялото и проницателно умен, умел във воденето на война и изпълен със смелост за всяко голямо начинание, страстно обича свободата и има огромна амбиция".
С цел да получи подкрепа, Виндекс заявява верността си към към управителя на Тараконска Испания, Сервий Сулпиций Галба, провъзгласил се за император. Виндекс е разбит и убит от армията на управляващия провинция Горна Германия, Луций Вергиний Руф, в битка край Везонцио (дн. Безансон).
През юни 68 г., подкрепата на военните за Галба води до самоубийството на Нерон. Новият император, приветстван бурно от Сената, сече монети във възпоминание на Виндекс, на който дължи поста си.